# Goran
Goran je slavensko muško ime, u značenju brđanin, planinac, rasprostranjeno na govornom području Južnih Slavena. Ne smije se dovoditi u vezu s germanskim imenima nastalim od grčkog γεωργος (Georgos) / od ge = zemlja + ergon = rad; = zemljoradnik/.

## Ime
- Goran je muško ime koje se najčešće koristi u Hrvatskoj, Bosni i Hercegovini, Srbiji, Sjevernoj Makedoniji i Crnoj Gori.

## Prezime
- Abdulla Goran, kurdski pjesnik

## Varijacije
- muško ime - Goranko
- žensko ime - Goranka
- žensko ime - Gorana

## Ista imena po značenju
Goran je također verzija imena Silvio ili Montan (od lat. Silvius, preuzetog od riječi silvus što znači Dubrava, Gaj, Gora. Od prijevoda iste riječi nastala su imena Dubravko i Dubravka, te nadimci istih imena.

## Nadimci
- Gogi [Gɔgi]
- Gogo [Gɔgo]
- Goco
- Goga
- Gore
- Goc
- Goče

## Porijeklo i značenje
Goran u prijevodu znači Gorski čovjek ili Čovjek sa/iz gore.

## Imendani
- Hrvatski katolički kalendar - 24. veljače na dan sv. Montana
- Srpski pravoslavni kalendar - 31. srpnja

## Poznate osobe s imenom Goran
- Goran Bregović, glazbenik i skladatelj iz bivše Jugoslavije
- Goran Filipec, hrvatski pijanist
- Goran Ivanišević, hrvatski tenisač
- Goran Jurak, slovenski košarkaš (1977-)
- Goran Karan, hrvatski pjevač
- Goran Pandev, makedonski nogometaš
- Goran Stojanović, srpski rukometni vratar
- Goran Šprem hrvatski rukometaš (1979.-)
- Goran Višnjić, hrvatski glumac
- Ivan Goran Kovačić, hrvatski pjesnik
- Goran Grgić, hrvatski glumac
- Goran Dragič, slovenski košarkaš
- Goran Navojec, hrvatski glumac
- Goran Dragić, slovenski košarkaš

## Jezik i ljudi
- Goran ili Dazaga je jezik kojim govori nomadski narod Daza u Čadu. Pripada Nilsko-saharskoj jezičnoj porodici i njime govori nešto više od 300.000 ljudi.
- Goran je također naziv za dio Kurda koji žive uz granicu zapadnog Irana i sjevernog Iraka, u regiji Huraman.